# Frederik Rønnow
Frederik Riis Rønnow (* 4. srpna 1992 Horsens) je dánský profesionální fotbalový brankář, který chytá za německý klub 1. FC Union Berlín a za dánský národní tým.

## Klubová kariéra
Jakožto dorostenec hrál v klubu Stensballe IK. V Dánsku debutoval v profesionální kopané v dresu AC Horsens v roce 2011. Z klubu odešel v sezóně 2013/14 na roční hostování do Esbjerg fB.
V červenci 2015 se stal hráčem Brøndby Kodaň.

## Reprezentační kariéra
Frederik Rønnow nastupoval za dánské mládežnické reprezentační od kategorie U18. Zúčastnil se Mistrovství Evropy hráčů do 21 let 2015 konaného v Praze, Olomouci a Uherském Hradišti, kde byli mladí Dánové vyřazeni v semifinále po porážce 1:4 ve skandinávském derby pozdějším vítězem Švédskem. Na turnaji byl rezervním brankářem v dánském týmu.